# Чекайте мене, острови!
«Чекайте мене, острови!» (рос. «Ждите меня, острова!») — радянський художній фільм 1977 року, знятий на кіностудії «Ленфільм».

## Сюжет
Зворушлива розповідь про підлітка, який мріє скоріше вирости і відкрити невідомі острови. А поки, отримавши чергову двійку і образившись на батька за поломку витонченого вітрильника, зробленого власними руками, він тікає з дому, куди очі дивляться — раптом на шляху йому попадеться ще ніким не відкритий острівець. І тим самим піднімає на ноги міліцію, школу, родичів і друзів…

## У ролях
- Олександр Прохоров — Валера Прохоров
- Афанасій Кочетков — Василь Петрович Аверкін, моряк на пенсії
- Леонід Неведомський — Павло Іванович Прохоров, батько Валери
- Лілія Гурова — Ніна Василівна Прохорова, мама Валери
- Любов Віролайнен — Ольга Борисівна, вчителька
- Вадим Яковлєв — Дроздов, слідчий, капітан міліції
- Ірина Смоліна — Анюта Лапшинова, «Локшина»
- Олександр Наумов — Сеня Божков
- Антон Уткін — Льоша Берьозкін
- Світлана Полякова — Рита Іванова
- Марина Юрасова — Зоя
- Любов Малиновська — мати солдата
- Олена Андерегг — лікар
- Жанна Сухопольська — диспетчер
- Тамара Тимофєєва — епізод
- Ігор Боголюбов — Петрович, слідчий
- Олександр Ліпов — епізод
- Павло Кашлаков — епізод
- Микола Крюков — епізод
- Елеонора Александрова — диспетчер «Швидкої допомоги»
- Олег Хроменков — міліціонер
- Сергій Санніков — епізод
- Гелій Сисоєв — епізод
- Майя Блінова — епізод

## Знімальна група
- Режисери — Микола Лебедєв, Йосип Шапіро
- Сценарист — Олександр Попов
- Оператор — Олег Куховаренко
- Композитор — Володимир Маклаков
- Художник — Олексій Федотов